# Gare de Saint-Hubert
Ne doit pas être confondu avec Gare de Poix-Saint-Hubert.
La gare de Saint-Hubert est une ancienne station vicinale belge de la Société nationale des chemins de fer vicinaux (SNCV) située dans la commune de Saint-Hubert en province du Luxembourg.

## Histoire
La gare de Saint-Hubert est située au bas de la ville de Saint-Hubert, au début de l'avenue Nestor Martin, il constitue de 1886 à 1924 le terminus de la ligne de Poix qui permet de relier la ville à la ligne de chemin de fer 162. 
En 1924, un court prolongement est mis en service depuis la gare vers le quartier du Fays, à l'est de la ville, de même qu'une nouvelle ligne vers Freux sur la ligne de Libramont à Amberloup.  Antenne et nouvelle ligne ne connaissent cependant qu'un service voyageur limité.

## Description
Le complexe est composé d'un bâtiment des recettes (côté ville) servant également de bâtiment voyageurs, d'une remise pour les locomotives et d'une remise pour les voitures toutes deux accolées l'une à l'autre, d'un bâtiment de services (charbon, château d'eau et lampisterie) et d'un WC.

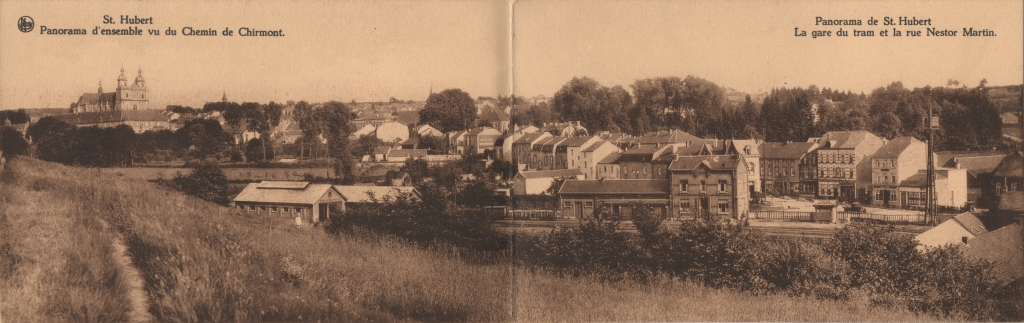
Panorama de la ville, la gare est au premier plan. On peut distinguer sur la droite le bâtiment des recettes, sur la gauche les remises. À l'extrême droite à l'ouest, la ligne emprunte en accotement l'avenue Nestor Martin puis la route de Poix (N808) jusqu'à la gare de Poix.
Ancien dépôt SNCV de Saint-Hubert, situé jadis au bas de l'avenue Nestor Martin. Les installations ont été progressivement détruites à partir du début des années 1970 et ont aujourd'hui complètement disparu.